# Пушкин, Борис Сергеевич
Борис Сергеевич Пу́шкин (3 июня 1879, Москва — 6 мая 1939, там же) — русский и советский архивист, декабристовед и москвовед.

## Биография
Родился 3 июня 1879 года в Москве. Поступил и окончил Московскую духовную академию, сотрудники оставили дипломированного специалиста у себя и он впоследствии преподавал там же. Около 25 лет проработал в Центральных архивах Москвы и состоял в качестве действительного члена археологического и генеалогического обществ Москвы и комиссии по изучению старой Москвы. Во времена становления РСФСР устроился на работу в Центрархив. 7 декабря 1933 года был арестован по ложному обвинению в контрреволюционной деятельности по делу Российской национальной партии. Был приговорён к трём годам ссылки в Казахстане, которую отбыл весь срок. В октябре 1964 года был реабилитирован.
Скончался 6 мая 1939 года в Москве; похоронен на Даниловском кладбище (уч. 29).